# Maria Magdalena (rzeźba Gregora Erharta)
Maria Magdalena – rzeźba, znana również pod nazwą La Belle Allemande – dzieło Gregora Erharta, przykład późnogotyckiej rzeźby drewnianej. Datowana jest na ok. 1510 rok.
Najstarsze dzieje tej figury nie są znane. Prawdopodobnie zdobiła wnętrze kościoła dominikanów w Augsburgu. W XIX w. należała do monachijskiej kolekcji Siegfrieda Lämmle. Została zakupiona w 1902 do paryskiego Luwru, gdzie znajduje się do dziś. 
Jest to naturalnej wielkości pełnoplastyczna rzeźba wykonana z drewna lipowego, częściowo pokryta polichromią. Przedstawia Marię Magdalenę jako młodą kobietę o drobnych oczach i ustach, delikatnych rysach twarzy. Jej obnażone, pełne kobiecego wdzięku ciało jest dynamicznie poruszone, przykrywają go kosmyki długich, falujących włosów o rudym odcieniu. Niewiasta ukazana jest w silnym kontrapoście, głowa jest lekko pochylona i zwrócona w lewo. Złożone ręce sugerują ukazanie jej w trakcie modlitwy.
W okresie średniowiecza przedstawienia aktu były rzadkością. Akt był zarezerwowany dla przedstawień pierwszych rodziców, czego przykładem są późnogotyckie rzeźby Adama i Ewy zdobiące niegdyś ratusz w Würzburgu (ob. Mainfränkisches Museum tamże). Typ pokutującej, nagiej Marii Magdaleny upowszechnił się w malarstwie i grafice renesansu, a przykładem tego typu przedstawień jest drzeworyt wykonany ok. 1500 przez Albrechta Dürera z przedstawieniem tej niewiasty unoszonej przez zastępy aniołów. W rezultacie powstało dzieło łączące nowe myśli docierające z Italii z późnogotycką tradycją, która na terenie Rzeszy przetrwała przez całą pierwszą połowę XVI wieku. Natomiast Maria Magdalena Erharta powstała najprawdopodobniej ok. 1510 roku.